# Rey Comeau
Pour les articles homonymes, voir Comeau.
Reynald Xavier Comeau (né le 25 octobre 1948 à Montréal, dans la province de Québec, au Canada) est un joueur de hockey sur glace professionnel canadien-français d'origine acadienne qui évolua dans la Ligue nationale de hockey de 1971 à 1980 avec les Canadiens de Montréal, les Flames d'Atlanta et les Rockies du Colorado.